# Druckerei H. Osterwald

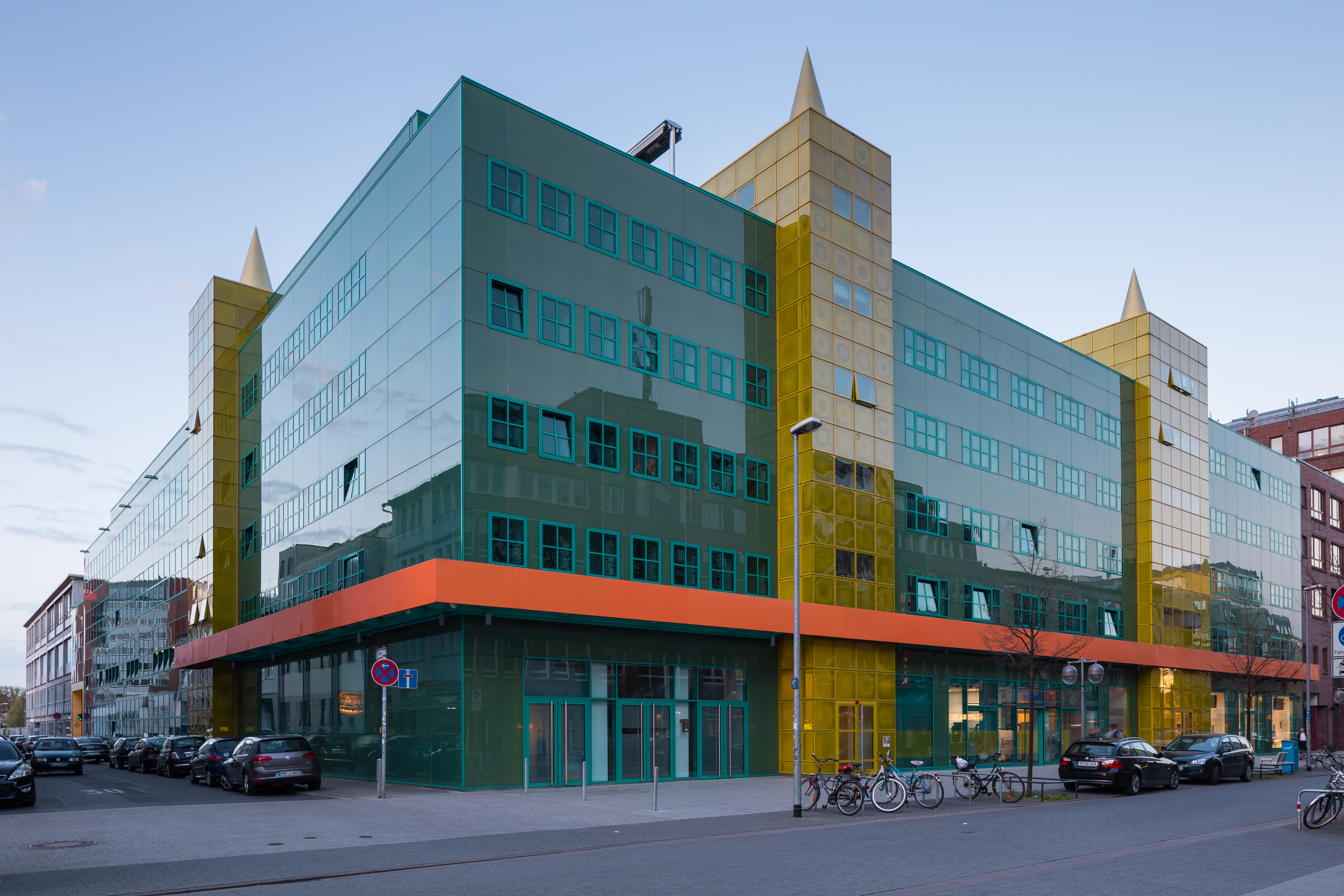
Das Mendini-Haus

Die Druckerei H. Osterwald war bis zu ihrer Auflösung im Jahr 1974 eine der führenden Druckereien in Hannover. Sie entwickelte sich aus einem in den 1860er Jahren gegründeten Unternehmen, das auch als Verlag tätig wurde.

## Geschichte
Das Unternehmen wurde am 20. August 1863 als „Buchbinderei, Galanterie, Papiergeschäft“ gegründet durch den gelernten Buchbinder und Unternehmer Heinrich Osterwald (* 1838 in Hannover; † 18. Januar 1897 ebenda). In der Gründerzeit des Deutschen Kaiserreichs firmierte das Unternehmen im Jahr 1875 am Standort Osterstraße 84 Ecke Röselerstraße (zur Aegidienkirche hin) als „Buchbinderei, Papiergeschäft u. Kartonagefabrik“, bevor es 1890 zur Druckerei ausgebaut wurde. Diese spezialisierte sich anfänglich auf Drucksachen für die Eisenbahn, die Polizei, das Militär und verschiedene Finanzbehörden.
1892 beteiligte sich Osterwalds Neffe Heinrich Behrens († 1916) an dem Unternehmen, wurde Innungs-Obermeister und Mitglied des Vorstandes und führte die Druckerei nach dem Tode Osterwalds anstelle von dessen Sohn Otto († 1901) zunächst alleine weiter. Im Jahr 1903 beteiligte er jedoch den aus Mecklenburg stammenden Drucker Paul Schefe an dem Betrieb und verlegte diesen in die Mehlstraße. Die frühe Einführung des Rotationsdruckes verhalf der Firma rasch zum Aufstieg zu einer der führenden Druckereien in Hannover mit eigener Werbeabteilung und Außendienstmitarbeitern. So konnte der Betrieb schon 1912 in einen eigenen, von dem Architekten Wilhelm Mackensen errichteten Neubau in der Stiftstraße 2 übersiedeln.
Mitten im Ersten Weltkrieg produzierte die Druckerei H. Osterwald die Erstauflage des im Sponholtz-Verlag erschienenen Romans Die Häuser von Ohlenhof. Der Roman eines Dorfes von Hermann Löns. Aus dem Krieg kehrte der gleichnamige Sohn von Heinrich Behrens 1918 zurück, der dann die Position und Funktion des Vaters übernahm, die Buchdruckerei im Jahr 1920 um den Offsetdruck ergänzte und 1924 eine Abteilung für Kupfer-Tiefdruck angliederte. 1930 wurde auch Erich, der Sohn des Druckers Paul Schefe, Teilhaber des Unternehmens. In den 1930er Jahren wurde zudem die Naturfarben-Fotografie entwickelt, durch die die Druckerei nach langen Versuchsreihen im Mehrfarb-Tiefdruck einen Spitzenplatz in der Druckkunst in Europa erlangte.
1943 wurde der größte Teil der Druckerei während der zahlreichen Luftangriffe auf Hannover zerstört. Während der Aufräumarbeiten mit nicht zum Wehrdienst eingezogenen Mitarbeitern wurden zeitweilig auch Ausweichquartiere in Hoya und Hildesheim errichtet.
Nach der Genehmigung der Militärbefehlshaber der Britischen Besatzungszone konnte die Druckerei H. Osterwald einen Neubeginn in den Trümmern starten: Bereits im April 1946 fand der ehemalige Auszubildende und aus der Kriegsgefangenschaft zurückgekehrte Heinz Baumgarte Anstellung in seinem erlernten Beruf in der Druckerei. 1951 konnte die Druckerei H. Osterwald in einem neu errichteten Druckhaus an gleicher Stelle die Produktion wieder aufnehmen und entwickelte sich dann mit 8- und 10-Farben-Rotationsmaschinen zur größten Tiefdruckerei in Hannover. Dort ließ der Künstler und Drucktechniker Alfred Hickethier 1952 seine Farbenordnung Hickethier herstellen – und als Kommissionsauftrag an Der Polygraph auch in Frankfurt am Main. Dabei handelte es sich um würfelförmige Abdrucke von Pigmentfarben in ihrer reinen Farbgebung und – darauf aufbauend – um 999 Variationen in 40 Tabellen auf 99 Seiten. Nach Unterbrechungen durch Studienreisen kehrte der Maler Heinz Baumgarte 1959 nach Hannover zurück und übernahm die Retuschierabteilung und die dazugehörige Lehrlingsausbildung bei Osterwald.
Anfang der 1970er Jahre geriet die Druckerei in finanzielle Schwierigkeiten, siedelte 1971 nach Laatzen über und ging 1972 in Konkurs. Nach einer kurzen Zeit der Weiterführung des Betriebes durch die Hanno-Druck GmbH, einem Unternehmen der Jänecke-Gruppe, wurden beide Druckereien 1974 liquidiert.
Der große Gebäudekomplex unter der Adresse Stiftstraße 2 ist heute unter anderem Teil des Mendini-Hauses.

## Schriften (Auswahl)
- Heinz Keune, Richard W. Etzold (Mitarb.): HOH Tiefdruck. Das zeitgemäße Druckverfahren, Katalog zum Gründungsjubiläum 1923, illustriert mit Aufnahmen u. a. von Edmund Lill, Erwin Bernauer, Ernst Schneider, [Hannover]: HOH, [1923]
- Osterwald-ABC. Musterbuch zur Auswahl unserer Schriften, zugleich ein Ratgeber für Gestalter (162 Seiten + 4 Seiten Nachtrag), Hannover: Druckerei H. Osterwald, [circa 1960]
- Verschiedene Jahreskalender der Druckerei H. Osterwald sind als Periodika in der Deutschen Nationalbibliothek für den Zeitraum von 1958 bis 1960